# اودون بویسن
اودون بویسن (انگلیسی: Audun Boysen؛ ۱۰ مه ۱۹۲۹ – ۲ مارس ۲۰۰۰) ورزشکار دو و میدانی اهل نروژ بود.
وی در مسابقات کشوری و بین‌المللی در مجموع برندهٔ ۱ مدال نقره، ۲ مدال برنز شده‌است.